# Asclepias verticillata

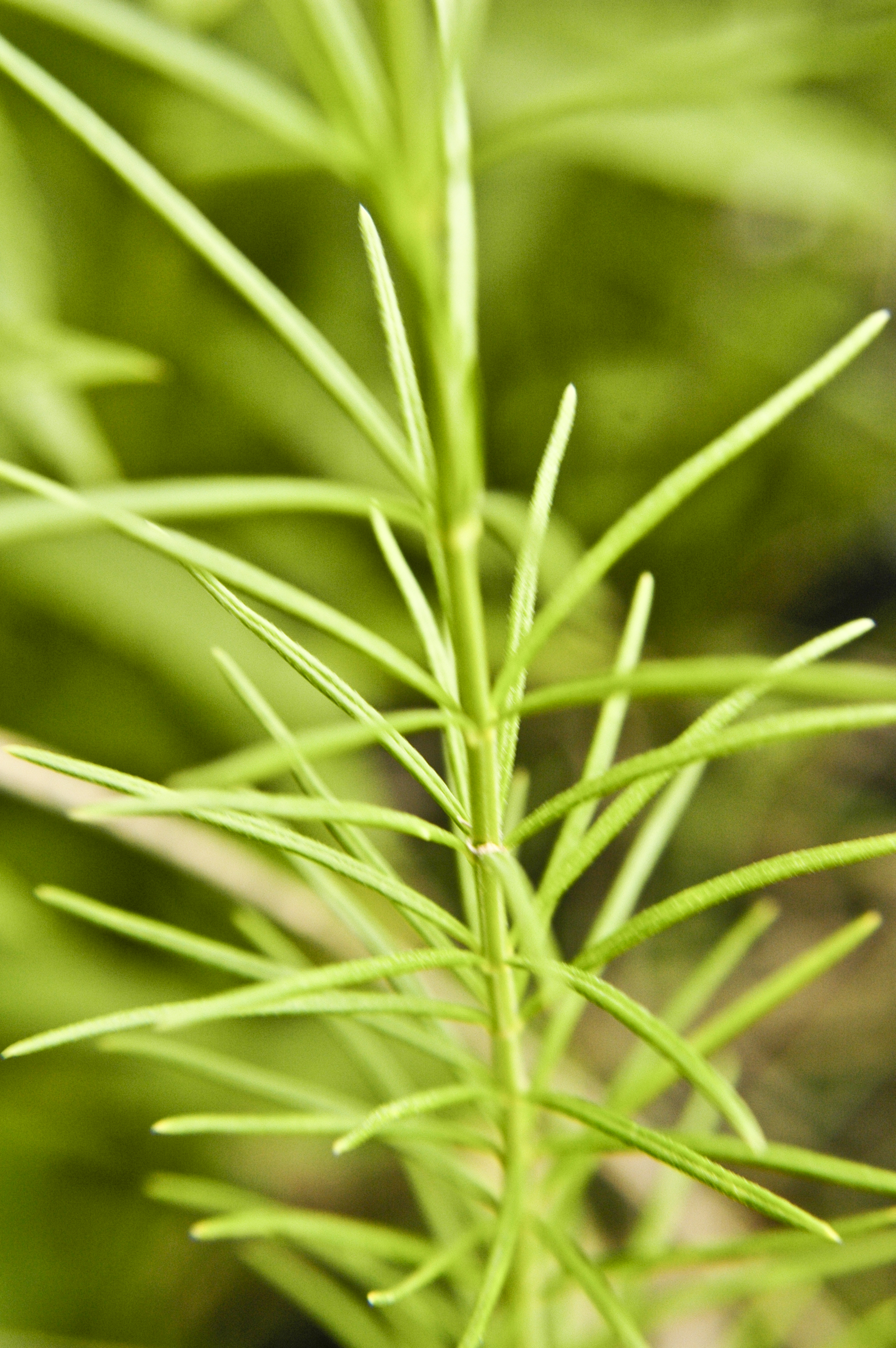
Nadelförmige Blätter

Asclepias verticillata, gelegentlich auch Quirlblättrige Seidenpflanze genannt, ist eine Pflanzenart aus der Gattung Seidenpflanzen (Asclepias) in der Unterfamilie der Seidenpflanzengewächse (Asclepiadoideae). Sie ist in Nordamerika weit verbreitet.

## Beschreibung

### Vegetative Merkmale

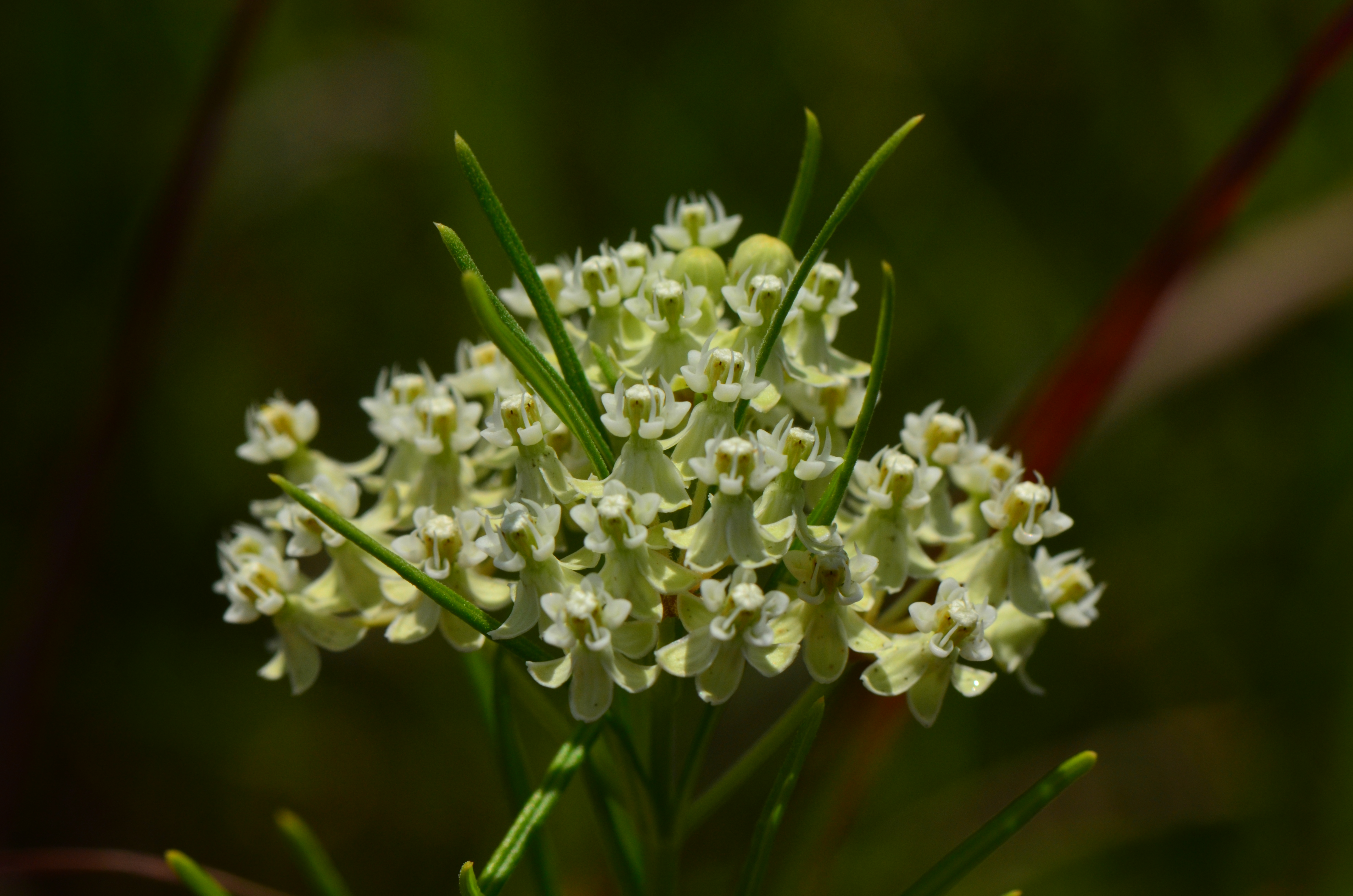
Blütenstand

Asclepias verticillata wächst als ausdauernde, krautige Pflanze und erreicht Wuchshöhen von 15 bis 90 cm. Sie bildet kurze, oberflächliche „Wurzelstöcke“. Die aufrechten, schlanken, etwas kantigen Stängel sind unverzweigt, selten auch verzweigt mit sterilen Stängeln. Sie sind mehr oder weniger stark weiß, flaumig behaart, der in Linien von den Nodien absteigt, seltener auch kahl.
Die Laubblätter sind selten gegenständig, meist sind drei bis sechs Laubblätter wirtelig am Stängel angeordnet, daher das Artepitheton verticillata. Sie sind höchstens sehr kurz gestielt und aufrecht bis ausgebreitet oder etwas zurückgebogen. Die häutige meist kahle bis winzig flaumig behaarte, und einfache Blattspreite ist mit einer Länge von 1,5 bis 7 cm und einer Breite von etwa 1,5 mm linealisch, oder meist schmal länglich bis fadenförmig mit glattem, umgebogenen Blattrand und spitzem Ende.

### Generative Merkmale
Die einzeln oder paarig an den oberen Knoten (Nodien) stehenden, doldigen Blütenstände enthalten sechs bis zwanzig Blüten. Der schlanke Blütenstandsschaft besitzt eine Länge von 1,5 bis 3 cm. Die schlanken Blütenstiele weisen eine Länge von etwa 6 mm auf.
Die relativ kleinen Blüten sind zwittrig, radiärsymmetrisch und fünfzählig. Die Blütenfarben reichen weißlich über grünlich weiß bis manchmal auch mit einem purpurfarbenen Stich. Die fünf Kelchblätter sind bei einer Länge von etwa 3,5 mm annähernd dreieckig und spärlich behaart bis fast kahl. Die zurück gebogenen und kahlen Kronblattzipfel sind bei einer Länge von etwa 3,5 mm elliptisch. Das Gynostegium ist kurz gestielt, der Stiel säulenförmig mit einem Durchmesser von etwa einem Millimeter. Die staminalen Nebenkronenzipfel sind kapuzenförmig, subquadratisch und etwa 1,5 mm lang. Die interstaminalen Nebenkronenzipfel sitzen basal und sind nadelförmig gekrümmt. Sie sind ungefähr doppelt so lang wie die staminalen Nebenkronenzipfel und krümmen sich graduell über dem Griffelkopf. Der Griffelkopf ist zylindrisch, und etwa 2 mm hoch; der Durchmesser ist etwas geringer. Die Blüten bleiben 4 bis 5 Tage offen, bevor sie vergehen. Nektar wird hauptsächlich zwischen 18 Uhr und 22 Uhr produziert.
Die aufrecht auf aufrechten Stielen stehenden Balgfrüchte sind kahl oder winzig behaart und bei einer Länge von 7 bis 10 cm sowie einem Durchmesser von 5 bis 8 mm dünn spindelförmig. Sie. Außen sind sie gatt und kahl. Die bei einer Länge von etwa 5 mm eiförmigen Samen besitzen einen 2,5 cm langen weißen Haarschopf.

## Vorkommen
Asclepias verticillata kommt in den kanadischen Provinzen Manitoba und Ontario sowie in den US-amerikanischen Bundesstaaten Alabama, Arkansas, Connecticut, Florida, Georgia, Illinois, Indiana, Iowa, Kansas, Kentucky, Louisiana, Maryland, Massachusetts, Michigan, Minnesota, Mississippi, Nebraska, New Jersey, New York, North Carolina, North Dakota, Ohio, Oklahoma, Pennsylvania, Rhode Island, South Carolina, South Dakota, Tennessee, Texas, Virginia, West Virginia und Wisconsin vor.
Asclepias verticillata gedeiht in trockenen Prärien, auf felsigen Hügeln, in Buschland und in lichten Wäldern, meist in trockenen Böden über Kalkstein und Sanddünen. Man findet sie auch entlang von Straßen und Zaunrändern. Sie vermehrt sich nicht nur durch Samen, sondern auch vegetativ. Sie kann sich nicht selbst befruchten, d. h. die Exemplare einer Kolonie von Klonen sind untereinander unfruchtbar. Hauptbestäuber sind Wespen und Nachtschmetterlinge, untergeordnet auch einheimische Bienen und Tagschmetterlinge. Unter den eingeführten oder eingeschleppten Insekten nutzen vor allem Honigbienen und Kohlweißlinge die Blüten als Nektarquelle und übertragen auch die Pollenpakete (Pollinien). Es sind einheimische Wespen bekannt, die sich und auch ihre Brut während der Blütezeit von Asclepias verticillata fast ausschließlich vom Nektar der Blüten ernähren.

## Systematik
Die Erstveröffentlichung von Asclepias verticillata erfolgte durch Carl von Linné in Species Plantarum, Band 1, 1. Auflage, Stockholm 1753, S. 217. Ein Synonym für Asclepias verticillata L. ist Asclepias parviflora Leconte ex Decne. Das Artepitheton verticillata bedeutet quirlblättrig, die Laubblätter sind also wirtelig angeordnet.

## Nutzung und Giftigkeit
Einige nordamerikanische Stämme verwendeten Asclepias verticillata in der Volksmedizin um Schlangenbisse, Hals- und Nasenkrankheiten zu behandeln.
Asclepias verticillata ist für Vieh sehr giftig, aber da es den Tieren nicht schmeckt wird es selten gefressen. Es kann Probleme verursachen, wenn es als Heubestandteil verfüttert wird.

## Belege